# Edwin Heim
Edwin Heim (* 1945 in Neuendorf SO) ist ein Schweizer Handbuchbinder und Künstler.

## Leben und Wirken

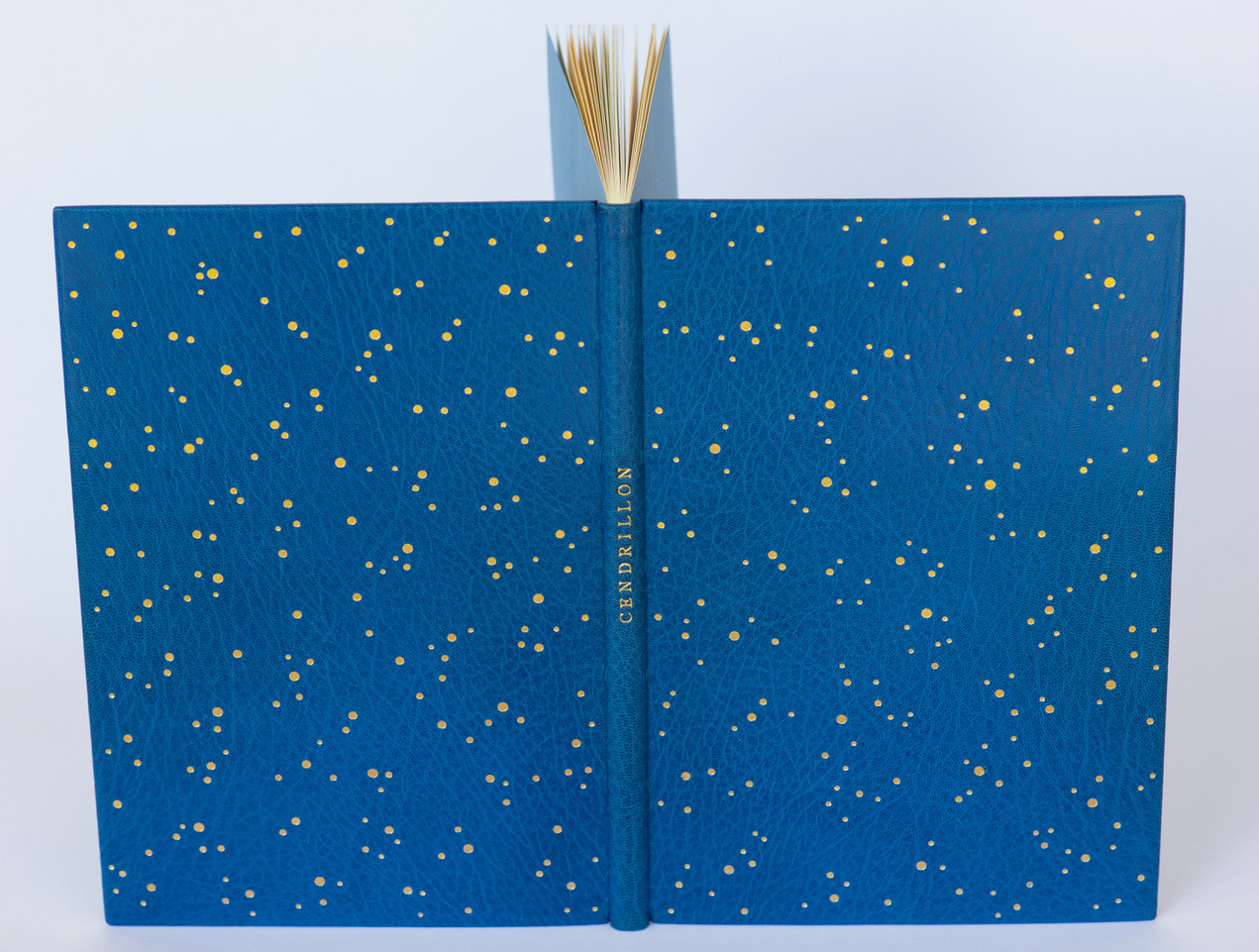
Von Edwin Heim gebundenes Exemplar des Cendrillon, Paris 1950

Edwin Heim wurde in Neuendorf geboren; er besuchte nach dem Umzug der Familie die Schulen in Schönenwerd. Anschliessend absolvierte er die Ausbildung zum Handbuchbinder in Aarau. Nach dem Lehrabschluss besuchte er die 1967/68 neu eröffnete «Scuola d’arte per legatori artistici» des Zürcher Buchbinders Josef Stemmle in Ascona, bildete sich 1968 bei Ole Olsen in Kopenhagen weiter und vertiefte seine Kenntnisse 1970/71 an der École supérieure Estienne in Paris. Neben dem Studium arbeitete er im Pariser Atelier des Solothurner Buchbinders Arthur Victor Altermatt mit. 
Nach der Rückkehr in die Schweiz übernahm er die Leitung des Buchateliers im Centro del bel libro in Ascona, der «Legatoria artistica», und erwarb 1974 den Meistertitel MDE, Meister der Einbandkunst. Von 1978 bis 1983 leitete er das Atelier des Solothurner Buchbinders Hugo Peller in Ascona. 1984 übernahm er die Leitung des Fachbereichs «Bucheinband und Gestaltung» des Centro del bel libro. Bis 2010 bildete Heim dort Fachleute aus der ganzen Welt weiter. Daneben wirkte er als Gastdozent und Fachjuror im Ausland, beteiligte sich an wichtigen Ausstellungen und Wettbewerben und erwarb ein Dutzend Auszeichnungen und Ehrungen.
Seit der Pensionierung lebt und arbeitet er als freischaffender Objektkünstler und Gastdozent des Centro del bel libro in Ascona.

## Ausstellungen und Ausstellungsbeteiligungen (Auswahl)
- 1973: Galleria del bel libro, Ascona
- 1978: Museum of Modern Art, San Francisco
- 1980: Museum für angewandte Kunst, Wien
- 1982: Internationale Buchkunstausstellung, Leipzig
- 1985: Bibliotheca Wittockiana, Region Brüssel-Hauptstadt
- 1991: Bibliothèque et Archives Nationales du Québec
- 1996: Stadt- und Universitätsbibliothek, Bern
- 2001: Gutenberg-Museum, Mainz
- 2008, 2010, 2011, 2013: Mairie du 6e Arrondissement, Paris
- 2009: Gutenberg Museum, Freiburg im Üechtland
- 2014: Grand Palais, Paris
- 2015: Alte Kirche, Härkingen
- 2016: Nationalbibliothek, Taipeh
- 2019: Retrospektive «Edwin Heim: Buchhandwerk – eine Zeitreise», Zentralbibliothek Solothurn
- 2021: «Heimspiel»,  Kapuzinerkloster Solothurn

## Auszeichnungen (Auswahl)
- 1975: Goldmedaille Prix Paul Bonet, Ascona
- 1977: 1. Preis Ambachthuys, Den Haag
- 1987: Goldmedaille MfB-Wettbewerb, Bern
- 1988: Preisträger Paul Haupt-Stiftung, Bern
- 1991: Ehrenurkunde Die schönsten Schweizer Bücher
- 1993: MUBA-Preis der Jury SAGH (Schweizerische Arbeitsgemeinschaft für gestaltendes Handwerk) für die Gruppenarbeit der Buchbinder, Basel
- 1998: Preisträger Leopardi-Wettbewerb, Macerata
- 2000: Ehrenpreis SFB, Stiftung zur Förderung des Bucheinbandes, Langnau
- 2002: Förderpreis «Kunst aus Papier», Kulturmühle Lützelflüh
- 2010: Ehrenmitglied des Centro del bel libro, Ascona
- 2011: 2. Preis Buch-Konzept, Wettbewerb Médiathèque, Orléans

## Publikationen
- Buchbinderseminar «New Horizons» in Oxford: 31. August bis 3. September 1994. In: Bindetechnik. Bd. 16, 1994, Nr. 12.
- mit Endrik Lerch (Fotos): Innovationspreis «Bel Libro 2003». In: Bindereport. Bd. 116, 2003, Nr. 9.